# テン (NCT)
テン（韓：텐、1996年2月27日 - ）は、タイ王国バンコク出身の中国系タイ人の歌手。男性アイドルグループNCTのメンバー。SMエンタテインメント所属。本名はチッタポン・リチャイヤポンクル（泰：ชิตพล ลี้ชัยพรกุล、韓：칫따폰 리차이야뽄꾼、英：Chittaphon Leechaiyapornkul）。
2016年4月、NCT Uでデビュー。2019年1月、WayVでデビュー。2019年10月、SuperMでデビュー。
中国名は李永钦（リーヨンチン、り えいきん、拼：lǐ yǒng qīn、漢字の朝鮮語読み：이영흠、イ・ヨンフム、Lee Young-Heum）。

## 来歴

### 生い立ち
1996年2月27日、タイ王国バンコクで生まれる。バンコクにある国際学校のシュルーズベリ校に10年間在学していた。SUPER JUNIORの「SORRY, SORRY」の舞台を見て、歌手になる夢を持った。
2011年、タイのオーディション番組『Teen Superstar』に出演し準優勝を果たす。

### 渡韓・SMルーキーズとして活動（2013年 - 2015年）
2013年、SMエンタテインメントのグローバルオーディションに合格し練習生となった。オーディションではPSY「江南スタイル」を歌った。祖母がSUPER JUNIORのファンであったことから、「オーディションを受けよう」と言われ合格し練習生になった。
2013年12月24日、SMルーキーズのメンバーとして公開された。
2015年3月6日、SR15Bとして参加したダンスビデオ「BASSBOT」が公開された。

### NCTデビュー（2016年 - 2018年）

#### 2016年

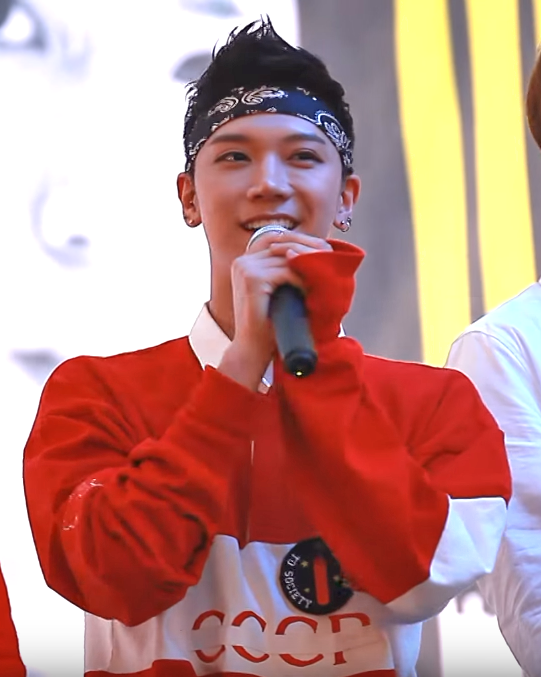
2016年5月、ファンサイン会にて

4月9日、NCT Uとして参加した「The 7th Sense」が公開された。
7月27日より、Mnetのダンスバラエティ番組『HIT THE STAGE』に出演した。

#### 2017年
2月、タイの海苔菓子「Masita」の広告モデルに就任した。
4月7日、「SM STATION」より「夢中夢(Dream In A Dream)」を公開。
7月3日、タイの文化授賞式「2016－17 タイヘッドラインニュース 年度風雲人物」に出席し、文化娯楽部門の年度風雲・最高人気人物賞を受賞した。
11月、タイの飲料ブランド「est PLAY」の広告モデルに就任した。

#### 2018年
2月27日、NCT Uとして参加した「Baby Don't Stop」のミュージックビデオが公開された。
4月6日、「SM STATION」より「New Heroes」を公開した。
7月、「SM STATION」に参加したアーティストによるコンサート「THE STATION」に出演。
12月31日、NCTの中国ユニット・WayVとしてデビューすることが発表された。

### WayV・SuperMデビュー（2019年 - 2023年）

#### 2019年
1月17日、所属ユニットWayVがデジタルアルバム『The Vision』で中国デビュー。
4月8日、ダンスビデオ「lovely (Billie Eilish, Khalid) (ring and portrait remix)」を公開。
10月4日、SuperMのファーストミニアルバム『SuperM』が発売された。

#### 2020年
5月31日、GINJO「The Riot」にフィーチャリングで参加。
11月23日、NCT Uとして参加した「90's Love」のミュージックビデオが公開された。
11月27日、NCT Uとして参加した「Work It」のミュージックビデオが公開された。

#### 2021年
8月10日、「SM STATION」より「Paint Me Naked」を公開。
8月17日、WayV内のユニットとして結成されたWayV-TEN&YANGYANGがシングル「Low Low」を発売した。

#### 2022年
10月26日、NCT LABより「Birthday」を公開した。

#### 2023年
8月28日、NCT Uとして参加した「Baggy Jeans」のミュージックビデオが公開された。
9月5日、Mnetのダンスサバイバル番組『Street Woman Fighter2』の課題曲としてテヨンと歌った「Swipe」を公開した。

### ソロデビュー（2024年 - ）

#### 2024年
2月13日、1stミニアルバム『TEN』をリリースし、ソロデビュー。
2月16日より、韓国・タイ・香港・インドネシア・日本の5つの国と地域で初のソロファンコンサート「2024 TEN FIRST FAN-CON 1001」を開催した。
3月、フランスのファッションブランド「サンローラン」のブランドアンバサダーに就任した。
5月4日、スキンケアブランド「バノバギコスメティック」のブランドモデルに抜擢された。
6月13日、世界的な化粧品ブランド「メイベリン」のタイでのブランドスポークスパーソンに就任した。

#### 2025年
1月21日発売、ミンニ（(G)I-DLE）の1stミニ・アルバム『HER』の収録曲「Obsession」にフィーチャリングで参加した。
2月14日、SMエンタテインメント創立30周年記念アルバム『2025 SMTOWN : THE CULTURE, THE FUTURE』タイトル曲「Thank You」に参加した。
3月24日、2ndミニアルバム『STUNNER』をリリース。
4月12日より、ソロコンサート「2025 TEN CONCERT 1001 MOVEMENT ‘STUNNER’」を開催した。
4月25日、化粧品ブランド「SNIDEL BEAUTY（スナイデル ビューティ）」のビジュアルモデルに起用された。
5月1日より、大阪・福岡・東京・愛知で日本での初コンサートツアー「2025 TEN JAPAN TOUR 1001 'TIME WARP'」を開催した。
5月28日、日本1stミニアルバム『Humanity』をリリースし、日本デビュー。

## 人物

### ニックネーム
うお座。血液型はA型。身長172cm。体重58キロ。足のサイズは27cm。お気に入りのニックネームは「TEN is TEN」。あだ名は「テンニャン」。

### 趣味・嗜好
趣味は映画を見ること、音楽を聴くこと、絵やデザインを描くこと、アニメを見ること、家で1人でダンスを踊ること、動物の動画を見ること、大の猫好きとしても知られている。動物好きの父親の影響で、タイの実家では猿2匹、子犬が7匹、モモンガ10匹を飼育している。タイではヨットやモーターボート、アーチェリー、スキー、スノーボードといった趣味を楽しんでいた。趣味のスノーボードを学ぶために、スイスを訪れたこともある。
特技はバスケットボール、ラップ、テコンドー、ピアノ、サーフィン。ジュースは飲むが、恐ろしいという理由でフルーツは食べない。コーヒーの苦味が好きで、ビターチョコレートも好き。好きなアーティストはテミン、BoA、リアーナ、ジャスティン・ティンバーレイク、ニーヨ、ジョルジャ・スミス。

### 語学
タイ語、英語、朝鮮語、中国語を話すことができる。デビュー前からヘンドリーが率先して中国語の先生をしており、コンテンツ「少年威计划」ではテンが「中国語の教科書持っていかないと」と発言したのに対しヘンドリーが「僕が教科書になるから大丈夫」と言う一幕もある。現在は日本語を勉強中。NCTメンバーのユウタに日本語の文法を教えてもらったことがある。中国語は中国のバラエティやドラマを観ながら学んでいる。韓国文化で難しいと感じたものは敬語。
2021年10月、SNSプラットフォーム「FANTOO」でハングルの日に開催された外国出身アイドルの朝鮮語を紹介する「韓国語自慢大会」で1位を獲得した。

### ペット
シャム猫「ルイ」と「レビ」、アビシニアンの「リオン」の3匹の猫を飼っている。猫たちはビーグル犬の「ベラ」と共に育ったため、「バーン！」「お手」「回れ」「お座り」などの芸ができるという。

### 仮装
2018年に開催されたSMエンタのハロウィンパーティでの仮装は「モナ・リザ」。2020年のウィンウィンの誕生日会では『ふしぎの国のアリス』よりアリスの仮装を披露。2021年のSMエンタのハロウィンパーティでは『黒執事』よりシエル・ファントムハイヴの仮装を披露した。

## 参加作品

### NCT U
| 公開日 | 公開日   | タイトル                       | 収録アルバム             | ミュージックビデオ | 備考       |
| ------ | -------- | ------------------------------ | ------------------------ | ------------------ | ---------- |
| 2016年 | 4月9日   | 일곱 번째 감각 (The 7th Sense) | NCT 2018 Empathy         | The 7th Sense      | デビュー曲 |
| 2018年 | 2月27日  | Baby Don't Stop                | NCT 2018 Empathy         | Baby Don't Stop    |            |
| 2020年 | 10月12日 | Faded In My Last Song          | NCT 2020 Resonance Pt. 1 | -                  |            |
| 2020年 | 11月23日 | 90's Love                      | NCT 2020 Resonance Pt. 2 | 90's Love          |            |
| 2020年 | 11月23日 | Work It                        | NCT 2020 Resonance Pt. 2 | Work It            |            |
| 2021年 | 12月14日 | OK!                            | Universe                 | -                  |            |
| 2021年 | 12月14日 | Round&Round                    | Universe                 | -                  |            |
| 2023年 | 8月28日  | Baggy Jeans                    | Golden Age               | Baggy Jeans        |            |
| 2023年 | 8月28日  | Not Your Fault                 | Golden Age               | -                  |            |
| 2023年 | 8月28日  | Call D                         | Golden Age               | -                  |            |
| 2023年 | 8月28日  | That's Not Fair                | Golden Age               | -                  |            |

### ソロ楽曲

#### ミニアルバム（韓国）
| No. | タイトル                  | 収録曲                                                                          | サークル チャート （週間） | 売上枚数 （CIRCLE） |
| --- | ------------------------- | ------------------------------------------------------------------------------- | -------------------------- | ------------------- |
| 1st | TEN （2024年2月13日）     | 収録曲 1. Nightwalker 2. Water 3. Dangerous 4. ON TEN 5. Shadow 6. Lie With You | 3位                        | 139,588枚           |
| 2nd | STUNNER （2025年3月24日） | 収録曲                                                                          | 2位                        |                     |

#### ミニアルバム（日本）
| No. | タイトル                   | 収録曲                                                                         |
| --- | -------------------------- | ------------------------------------------------------------------------------ |
| 1st | Humanity （2025年5月28日） | 収録曲 1. Flash 2. Silence 3. Burn It Up 4. All Good 5. Living Now 6. 夢の続き |

#### SM STATION
- 「夢中夢(Dream In A Dream)」（2017年） - ミュージックビデオ - YouTube
- 「New Heroes」（2018年） - ミュージックビデオ - YouTube
- 「Paint Me Naked」（2021年）- ミュージックビデオ - YouTube
- 「Birthday」（2022年、NCT LAB） - ミュージックビデオ - YouTube

### WayV-TEN&YANGYANG
- 「Low Low」（2021年） - ミュージックビデオ - YouTube

### フィーチャリング
- 「The Riot」 - GINJO（2020年） - ミュージックビデオ - YouTube
- 「Obsession （Feat. TEN of WayV）」 - ミンニ（2025年）- ミュージックビデオ - YouTube

### コラボレーション楽曲
- 「Swipe」（2023年、テヨン、Street Woman Fighter2』の課題曲）[31]
- 「Thank You」- カンタ、BoA、ユンホ、チャンミン、イトゥク、リョウク、テヨン、ヒョヨン、キー、ミンホ、スホ、チャンヨル、スルギ、ジョイ、ドヨン、テン、マーク、ジェノ、ヘチャン、ヤンヤン、カリナ、ウィンター、ウォンビン、ソヒ、シオン、ユウシ（2025年）

### コラボレーションステージ
- SBS『人気歌謡』 - ジニョン（GOT7）、ヒョンギョン（ROMEO）、ショヌ（MONSTA X）、ディノ（SEVENTEEN）、ラキ（ASTRO）らと「SIX PACK」を結成（2016年）[55]。
- SBS『歌謡大祭典』 - テミン（SHINee）、ジニョン（GOT7）、ユギョム（GOT7）、スルギ（Red Velvet）、ユア（OH MY GIRL）、ウンジン（DIA）、リサ（BLACKPINK）らとストリートダンスチームを結成（2016年）[56]。
- MBC『歌謡大祭典』 - ショヌ（MONSTA X）（2020年）[57]
- 「SMTOWN LIVE 2022 : SMCU EXPRESS ＠HUMAN CITY_SUWON」- BoA「Only One」（2022年8月20日）[58]
- 「2024 Asia Artist Awards」 - ナッティ（KISS OF LIFE）「Sugarcoat」「Dangerous」（2024年12月28日）[59]
- 「SMTOWN LIVE 2025」- 東方神起・SUPER JUNIOR「Show Me Your Love」（2025年1月、東方神起・SUPER JUNIOR・スホ・チャンヨル・ジャニー・ジョンウ・チョンロ・クン・ウンソク・リョウ・サクヤらと）[60]

### ダンスビデオ
- 「Coco Chanel (Nicki Minaj Feat. Foxy Brown)」（2018年12月1日）[61]
- 「Taki Taki (DJ Snake ft. Selena Gomez, Ozuna, Cardi B)」（2018年12月14日）[62]
- 「lovely (Billie Eilish, Khalid) (ring and portrait remix)」（2019年4月8日）[25]

### カバー
- NONTTANONT「Melt」（2023年3月25日、クン・シャオジュンと）[63]
- パク・ウォン「all of my life」（2024年2月11日、MBC『覆面歌王』）[64]
- 優里「ベテルギウス」（2024年5月18日）[65]

## 出演

### テレビ番組
- Mnet『HIT THE STAGE』（2016年7月）
- SBS『アイドルは今日から一年生！』（2017年1月）[66]
- mbc every1『大韓外国人』（2020年6月17日）[67]
- mbc every1『大韓外国人』（2021年8月25日）[68]
- 『Food Truck Battle2』（2022年10月2日）
- 日本テレビ『NCT Universe: LASTART』（2023年8月31日）[69]
- MBC『覆面歌王』（2024年2月11日）[64]
- KBS『となりのチャルス』（2024年3月19日）[70]
- KBS2『動物は素晴らしい』（2025年3月10日）[71]
- テレビ東京『超超音波』（2025年6月13日）

### 動画配信
- Youku『ストリートダンス・オブ・チャイナ（这！就是街舞）』第4シーズン（2021年10月25日）[72]
- Youku『了不起！舞社』（2022年4月）

### 雑誌掲載
- 『SEVENTEEN』（2016年）
- 『SUDSAPDA』（2017年）
- 『The Celebrity』（2017年）
- 『MAPS』（2018年）
- 『DAZED Korea』（2018年）
- 『SUDSAPDA』（2018年）
- 『ARENA HOMME+』（2018年8月号）[73]
- 『Madame Figaro Mode』（2021年11月号） - 表紙
- 『GQ Thailand』（2023年6月号） - 表紙
- 『WKorea』（2024年2月号）

### イベント
| 年     | 開催日  | イベント名                                              | 場所                                   | 参考   |
| ------ | ------- | ------------------------------------------------------- | -------------------------------------- | ------ |
| 2023年 | 1月17日 | 「サンローラン」2023-24年秋冬コレクション・メンズショー | フランス・パリ                         | [ 74 ] |
| 2023年 | 3月11日 | 「YSL Beauty Libre」ポップアップイベント                | マレーシア・ガーニープラザ             | [ 75 ] |
| 2023年 | 5月17日 | 「サンローラン」ポップアップストアイベント              | タイ                                   |        |
| 2023年 | 6月12日 | 「サンローラン」2024年春夏メンズショー                  | ドイツ・ベルリン                       | [ 76 ] |
| 2024年 | 3月5日  | 「サンローラン」2024年冬メンズショー                    | フランス・パリ                         | [ 77 ] |
| 2024年 | 5月19日 | SBS MEGA コンサート                                     | 韓国・仁川文鶴競技場                   | [ 78 ] |
| 2024年 | 7月27日 | WATERBOMB 2024 BUSAN                                    | 韓国・釜山                             |        |
| 2025年 | 1月19日 | UTO FEST in YOKOHAMA                                    | 日本・横浜                             |        |
| 2025年 | 1月28日 | 「サンローラン」2025-26年秋冬メンズ・コレクション       | フランス・パリ・ブルス・ドゥ・コメルス | [ 79 ] |

## 広告

### ブランドアンバサダー
- 「サンローラン」（2024年 - ）
- 「バノバギコスメティック」 - スキンケアブランド

### ブランドスポークスパーソン
- 「メイベリン タイ」

### 広告モデル
- 「Masita」 - タイの海苔菓子
- 「est PLAY」 - タイの飲料ブランド
- 「SNIDEL BEAUTY」- 化粧品ブランド、ビジュアルモデル

## 受賞歴
- 2016－17 タイヘッドラインニュース 年度風雲人物 - 年度風雲・最高人気人物賞（文化娯楽部門）[80]
- THE INSPIRATION AWARD（2023年）[81]
- 2024 Asia Artist Awards - ベストチョイス賞[82]